# Chrám Archanděla Michaela (Nižnij Novgorod)
Chrám Archanděla Michaela (rusky Михайло-Архангельский собор) je pravoslavný chrám ze 17. století v areálu Nižněnovgorodského kremlu v Rusku. Jedná se o nejstarší kamenný chrám v Nižním Novgorodu, jehož historie sahá až do doby založení města. Zasvěcen je ochránci ruského vojska, archanděli Michaelu.

## Historie
Zároveň se založením města roku 1221 byl na tomto místě vystavěn dřevěný chrám, již roku 1227 nahrazený stavbou z bílého kamene. Ten byl kompletně přestavěn roku 1359. Současná stavba vznikla na témže místě v letech 1628-1631 pod vedením stavitelů Lavrentije Semjonova a jeho nevlastního syna Antipa Konstantinoviče. Byla míněna jako připomínka lidového povstání proti polským okupantům v roce 1611, které se zformovalo právě v Nižním Novgorodu. Stavba byla vážně poškozena při velkém kremelském požáru roku 1704, již v roce 1732 však byl chrám opraven a byly obnoveny bohoslužby.
Roku 1962 sem byly přemístěny ostatky Kuzmy Minina, přechovávané dříve ve Spaso-preobraženském chrámu (taktéž v areálu Nižněnovgorodského kremlu), který bolševici strhli.
16. února 2006 navštívil chrám Archanděla Michaela ruský prezident Vladimir Putin, přičemž položil květy na hrob Kuzmy Minina.
16. března 2009 bylo chrámu předáno 9 zvonů, dar poslanců Zákonodárného shromáždění Nižněnovgorodské oblasti.

## Galerie

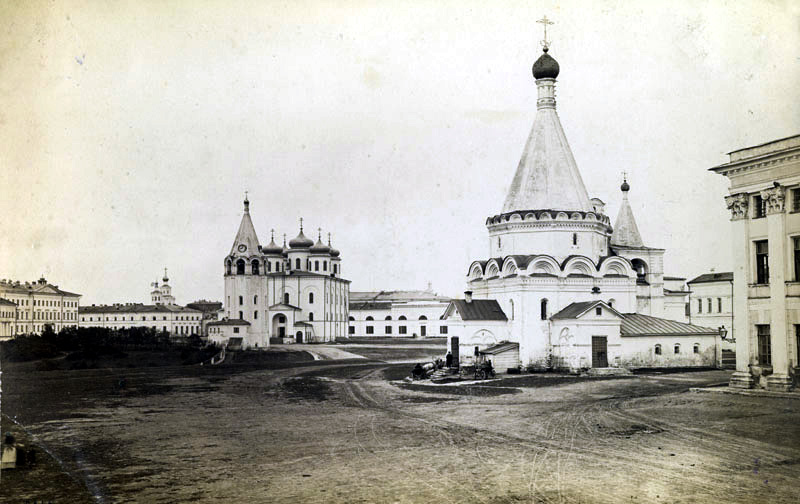
Podoba chrámu roku 1868, v pozadí dnes již neexistující Spaso-preobraženský chrám
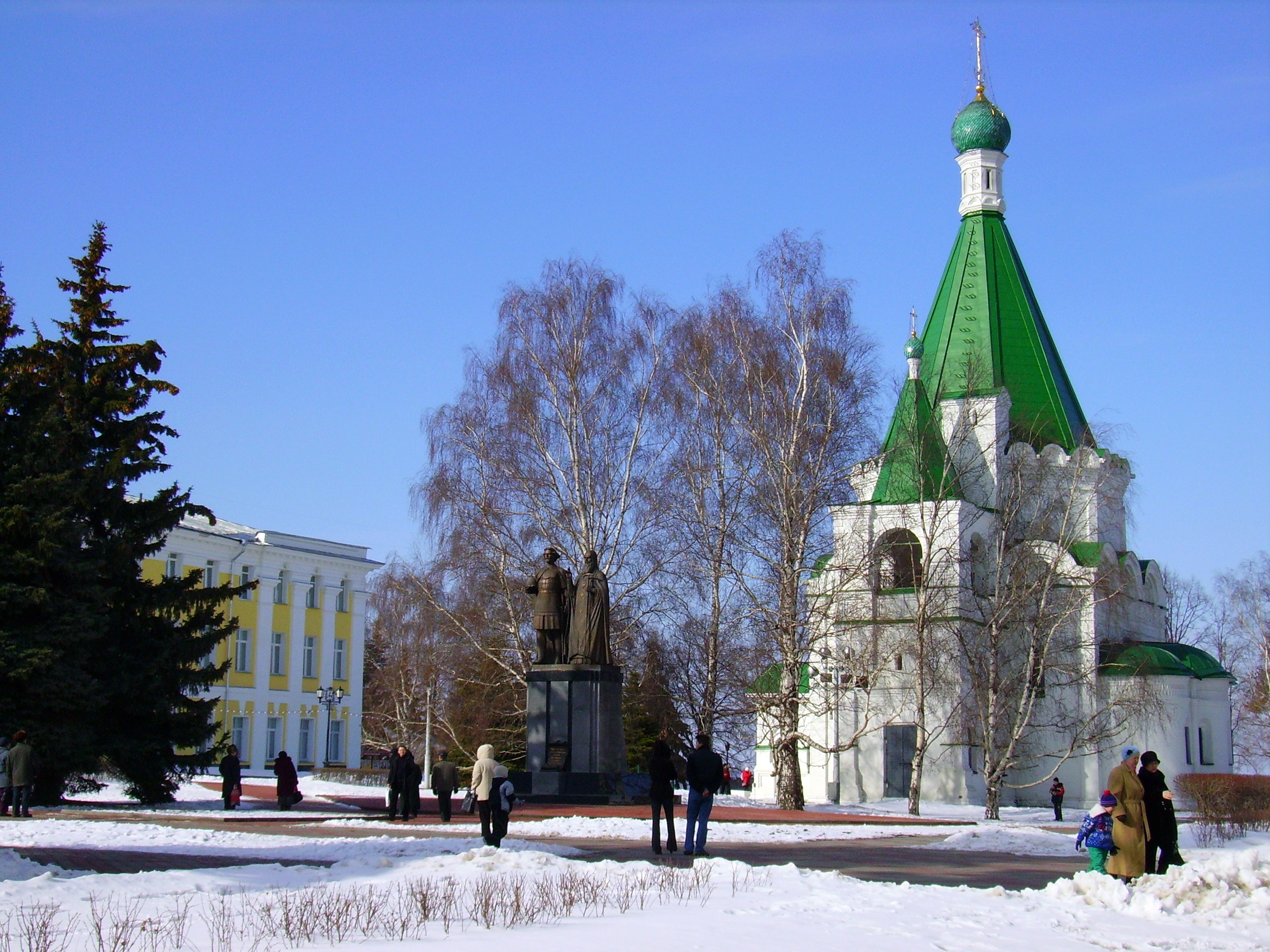
Chrám s pomníkem zakladatelů města Jurije II Vsevolodoviče a svatého Šimona v popředí
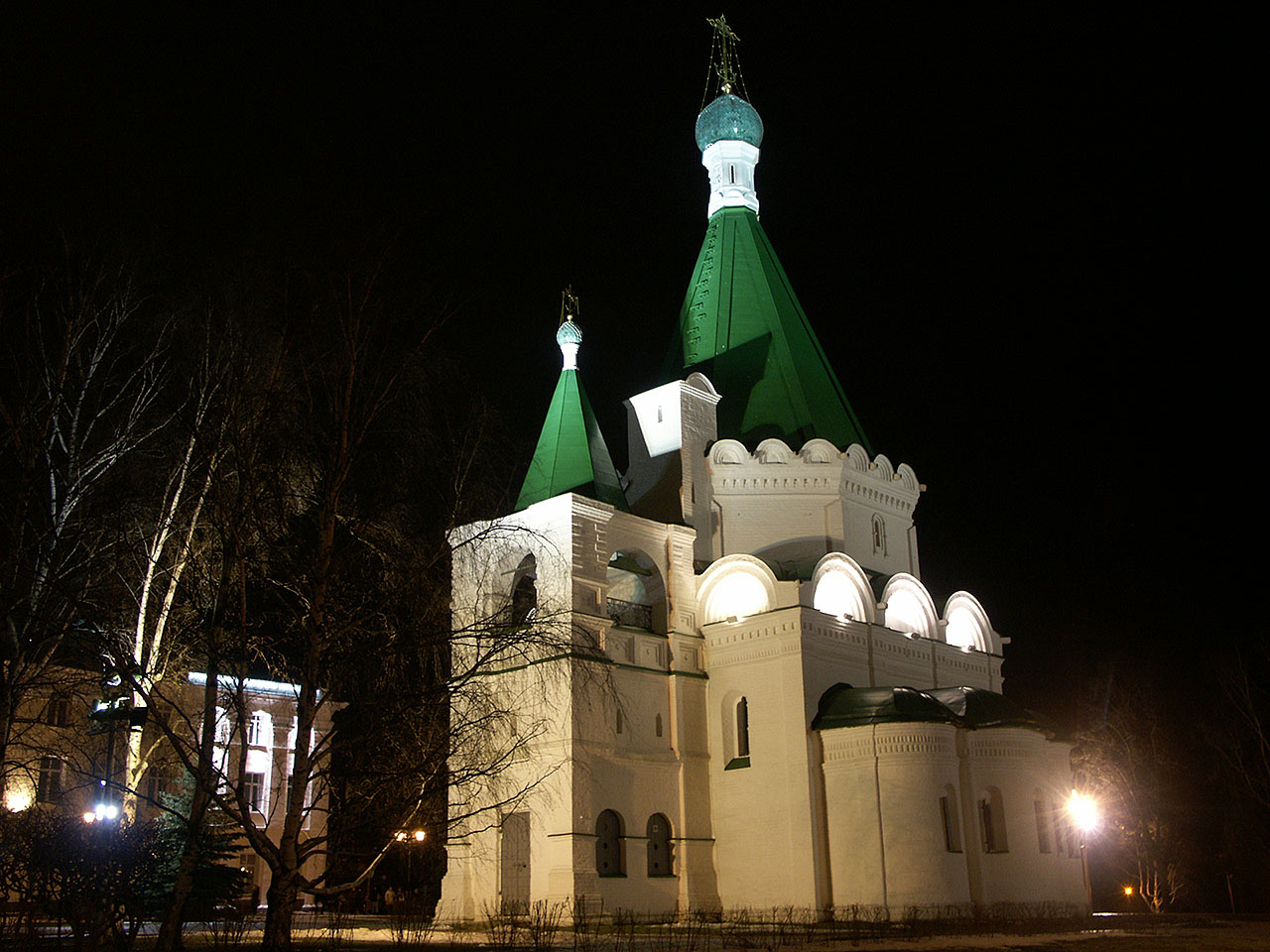
Chrám v noci